# Błądzikowo
Błądzikowo (kaszb. Błądzëkòwò, niem. Blansekow) – wieś kaszubska w Polsce położona w województwie pomorskim, w powiecie puckim, w gminie Puck.
Wieś klasztoru kartuzów w Kartuzach w powiecie puckim województwa pomorskiego w II połowie XVI wieku. W latach 1975–1998 miejscowość administracyjnie należała do województwa gdańskiego.